# Premjer-Liha 2016/17
Die Premjer-Liha 2016/17 (ukrainisch Прем’єр-ліга) war die 26. Spielzeit der höchsten ukrainischen Liga im Fußball und die neunte Auflage unter diesem Namen (vorher: Wyschtscha Liha, dt. Oberste Liga). Am Wettbewerb nahmen seit dieser Saison nur noch zwölf Mannschaften teil.
Der Titelverteidiger war Dynamo Kiew, Aufsteiger aus der Perscha Liha war FK Sirka Kropywnyzkyj (ehem. FK Sirka Kirowohrad).

## Modus
Nach einer Doppelrunde (22 Spiele) spielten die ersten sechs Mannschaften weiter um die Meisterschaft, die letzten sechs Teams gegen den Abstieg.

## Stadien
Die folgenden Stadien wurden in der Saison 2016/17 als Heimspielstätte der Vereine genutzt:
| Verein                | Vereinslogo | Stadion                              | Bild | Plätze       | Bemerkung |
| --------------------- | ----------- | ------------------------------------ | ---- | ------------ | --- |
| Dynamo Kiew           |             | Olympiastadion Kiew                  |      | 70.050       | |
| Schachtar Donezk      |             | Arena Lwiw                           |      | 34.915       | In dieser Saison als Heimstadion genutzt                                                                                      |
| Tschornomorez Odessa  |             | Zentralstadion Tschornomorez         |      | 34.164       | |
| FK Dnipro             |             | Dniprostadion                        |      | 31.003       | |
| Karpaty Lwiw          |             | Stadion Ukrajina                     |      | 28.051       | |
| Worskla Poltawa       |             | Alexei-Butowski-Worskla-Stadion      |      | 24.795       | |
| FK Stal               |             | Meteorstadion                        |      | 24.381       | In dieser Saison als Heimstadion genutzt                                                                                      |
| FK Sirka Kropywnyzkyj |             | Sirka-Stadion                        |      | 14.628       | |
| Wolyn Luzk            |             | Awanhard-Stadion                     |      | 12.080       | |
| Sorja Luhansk         |             | Slawutytsch-Arena                    |      | 11.983       | In dieser Saison als Heimstadion genutzt                                                                                      |
| FK Oleksandrija       |             | KSC Nika                             |      | 7.000        | |
| Olimpik Donezk        |             | Bannikowa-Stadion Juwilejnyj-Stadion |      | 1.678 25.830 | In dieser Saison als Heimstadien genutzt: Bannikowa-Stadion vom 1. bis 5. Spieltag und Juwilejnyj-Stadion vom 5. Spieltag an. |

## Hauptrunde

### Tabelle
| Pl. | Verein                    | Sp. | S  | U  | N  | Tore    | Diff. | Punkte |
| --- | ------------------------- | --- | -- | -- | -- | ------- | ----- | ------ |
| 1.  | Schachtar Donezk (P)      | 22  | 19 | 3  | 0  | 047:140 | +33   | 60     |
| 2.  | Dynamo Kiew (M)           | 22  | 14 | 4  | 4  | 043:230 | +20   | 46     |
| 3.  | Sorja Luhansk             | 22  | 12 | 4  | 6  | 034:210 | +13   | 40     |
| 4.  | Olimpik Donezk            | 22  | 9  | 7  | 6  | 028:300 | −2    | 34     |
| 5.  | FK Oleksandrija           | 22  | 9  | 6  | 7  | 037:280 | +9    | 33     |
| 6.  | Tschornomorez Odessa      | 22  | 7  | 6  | 9  | 017:230 | −6    | 27     |
| 7.  | Worskla Poltawa           | 22  | 6  | 6  | 10 | 024:280 | −4    | 24     |
| 8.  | FK Stal                   | 22  | 6  | 6  | 10 | 020:250 | −5    | 24     |
| 9.  | FK Sirka Kropywnyzkyj (N) | 22  | 6  | 5  | 11 | 020:330 | −13   | 23     |
| 10. | Karpaty Lwiw 2            | 22  | 4  | 7  | 11 | 021:300 | −9    | 13     |
| 11. | FK Dnipro 1               | 22  | 4  | 10 | 8  | 021:300 | −9    | 10     |
| 12. | Wolyn Luzk                | 22  | 2  | 4  | 16 | 013:400 | −27   | 10     |

Platzierungskriterien: 1. Punkte – 2. Tordifferenz – 3. geschossene Tore

| (M) | amtierender Meister                     |
| (P) | amtierender ukrainischer Pokalsieger    |
| (N) | Aufsteiger aus der Perscha Liha 2015/16 |

### Kreuztabelle
| 2016/17               | Schachtar Donezk | Dynamo Kiew | Sorja Luhansk | Olimpik Donezk | FK Oleksandrija | ODE | Worskla Poltawa | FK Stal | FK Sirka Kropywnyzkyj | Karpaty Lwiw | FK Dnipro | Wolyn Luzk |
| --------------------- | ---------------- | ----------- | ------------- | -------------- | --------------- | --- | --------------- | ------- | --------------------- | ------------ | --------- | ---------- |
| Schachtar Donezk      |                  | 1:1         | 1:0           | 1:1            | 1:0             | 2:0 | 2:1             | 2:0     | 4:1                   | 2:1          | 4:0       | 3:0        |
| Dynamo Kiew           | 3:4              |             | 0:1           | 1:0            | 5:1             | 2:1 | 0:2             | 2:1     | 2:0                   | 4:1          | 1:0       | 2:1        |
| Sorja Luhansk         | 1:2              | 1:2         |               | 3:0            | 1:2             | 4:0 | 2:1             | 2:2     | 2:1                   | 2:1          | 2:3       | 2:0        |
| Olimpik Donezk        | 1:1              | 0:4         | 0:2           |                | 0:2             | 1:0 | 3:2             | 0:0     | 4:2                   | 0:0          | 3:0       | 2:1        |
| FK Oleksandrija       | 1:2              | 1:1         | 0:1           | 1:1            |                 | 2:1 | 3:2             | 2:0     | 4:0                   | 3:2          | 0:0       | 6:0        |
| Tschornomorez Odessa  | 1:4              | 1:1         | 0:0           | 3:0            | 1:0             |     | 1:2             | 0:1     | 2:1                   | 1:0          | 0:0       | 0:0        |
| Worskla Poltawa       | 0:1              | 2:2         | 1:2           | 1:2            | 2:2             | 1:0 |                 | 0:0     | 0:0                   | 1:1          | 1:2       | 2:1        |
| FK Stal               | 0:1              | 1:2         | 0:2           | 2:3            | 4:1             | 1:2 | 0:1             |         | 3:0                   | 0:3          | 1:1       | 1:0        |
| FK Sirka Kropywnyzkyj | 0:3              | 2:0         | 1:1           | 1:2            | 1:1             | 0:1 | 2:0             | 0:0     |                       | 1:0          | 1:1       | 2:0        |
| Karpaty Lwiw          | 2:3              | 0:2         | 2:2           | 0:2            | 1:0             | 0:0 | 1:0             | 0:1     | 2:3                   |              | 1:1       | 2:1        |
| FK Dnipro             | 0:2              | 1:2         | 2:0           | 1:1            | 1:4             | 1:1 | 1:1             | 1:1     | 0:1                   | 0:0          |           | 5:0        |
| Wolyn Luzk            | 0:1              | 1:4         | 0:1           | 2:2            | 1:1             | 0:1 | 0:1             | 0:1     | 1:0                   | 1:1          | 3:0       |            |

## Meisterrunde
| Pl. | Verein               | Sp. | S  | U  | N  | Tore    | Diff. | Punkte |
| --- | -------------------- | --- | -- | -- | -- | ------- | ----- | ------ |
| 1.  | Schachtar Donezk (P) | 32  | 25 | 5  | 2  | 066:240 | +42   | 80     |
| 2.  | Dynamo Kiew (M)      | 32  | 21 | 4  | 7  | 069:330 | +36   | 67     |
| 3.  | Sorja Luhansk        | 32  | 16 | 6  | 10 | 045:310 | +14   | 54     |
| 4.  | Olimpik Donezk       | 32  | 11 | 11 | 10 | 033:440 | −11   | 44     |
| 5.  | FK Oleksandrija      | 32  | 10 | 10 | 12 | 041:430 | −2    | 40     |
| 6.  | Tschornomorez Odessa | 32  | 10 | 8  | 14 | 025:370 | −12   | 38     |

| (M) | amtierender Meister                  |
| (P) | amtierender ukrainischer Pokalsieger |

| 2016/17              | Schachtar Donezk | Dynamo Kiew | Sorja Luhansk | Olimpik Donezk | FK Oleksandrija | ODE |
| -------------------- | ---------------- | ----------- | ------------- | -------------- | --------------- | --- |
| Schachtar Donezk     |                  | 2:3         | 3:2           | 1:1            | 1:0             | 1:2 |
| Dynamo Kiew          | 0:1              |             | 1:2           | 4:0            | 6:0             | 2:1 |
| Sorja Luhansk        | 1:2              | 0:1         |               | 2:0            | 1:0             | 1:2 |
| Olimpik Donezk       | 0:4              | 2:1         | 1:1           |                | 0:0             | 1:0 |
| FK Oleksandrija      | 1:1              | 1:4         | 0:0           | 1:0            |                 | 1:1 |
| Tschornomorez Odessa | 0:3              | 1:4         | 0:1           | 0:0            | 1:0             |     |

## Abstiegsrunde
| Pl. | Verein                    | Sp. | S  | U  | N  | Tore    | Diff. | Punkte |
| --- | ------------------------- | --- | -- | -- | -- | ------- | ----- | ------ |
| 7.  | Worskla Poltawa           | 32  | 11 | 9  | 12 | 032:320 | ±0    | 42     |
| 8.  | FK Stal                   | 32  | 11 | 8  | 13 | 027:310 | −4    | 41     |
| 9.  | FK Sirka Kropywnyzkyj (N) | 32  | 9  | 7  | 16 | 029:430 | −14   | 34     |
| 10. | Karpaty Lwiw 1            | 32  | 9  | 9  | 14 | 035:410 | −6    | 30     |
| 11. | FK Dnipro 2               | 32  | 8  | 13 | 11 | 031:400 | −9    | 22     |
| 12. | Wolyn Luzk 3              | 32  | 4  | 4  | 24 | 017:510 | −34   | 10     |

| (N) | Aufsteiger aus der Perscha Liha 2015/16 |

| 2016/17               | Worskla Poltawa | FK Stal | FK Sirka Kropywnyzkyj | Karpaty Lwiw | FK Dnipro | Wolyn Luzk |
| --------------------- | --------------- | ------- | --------------------- | ------------ | --------- | ---------- |
| Worskla Poltawa       |                 | 2:0     | 1:1                   | 0:0          | 1:0       | 2:0        |
| FK Stal               | 0:0             |         | 1:0                   | 2:1          | 0:1       | 2:0        |
| FK Sirka Kropywnyzkyj | 1:0             | 0:1     |                       | 3:2          | 1:1       | 2:0        |
| Karpaty Lwiw          | 0:1             | 2:0     | 2:1                   |              | 2:2       | 1:0        |
| FK Dnipro             | 2:0             | 0:0     | 1:0                   | 2:3          |           | 0:3 4      |
| Wolyn Luzk            | 0:1             | 0:1     | 1:0                   | 0:1          | 0:1       |            |

## Die Meistermannschaft von Schachtar Donezk
| 1.               | Schachtar Donezk |
| Schachtar Donezk | - Tor: Andrij Pjatow (28/–), Mykyta Schewtschenko (2/–), Oleh Kudryk (1/–), Anton Kanibolizkyj (1/–) - Abwehr: Iwan Ordez (20/4), Ismaily (28/2), Darijo Srna (23/1), Bohdan Butko (11/1), Oleksandr Kutscher (22/–), Jaroslaw Rakyzkyj (21/–), Serhij Krywzow (6/–), Márcio Azevedo (3/–) - Mittelfeld: Wiktor Kowalenko (28/7), Taison (24/5), Bernard (24/4), Marlos (29/3), Fred (18/2), Taras Stepanenko (27/1), Maxym Malyschew (24/1), Alan Patrick (9/1), Wjatscheslaw Tankowskyj (4/–), Wassyl Kobin (2/–), Andrij Totowizkyj (1/–), Oleksandr Pichalonok (1/–) - Sturm: Facundo Ferreyra (20/13), Dentinho (23/5), Gustavo Blanco Leschuk (11/4), Andrij Borjatschuk (7/3), Eduardo (10/2), Jewhen Selesnjow (3/1), Wellington Nem (7/–), Giorgi Arabidse (1/–) - Trainer: Paulo Fonseca |

## Torschützenliste
| Pl. | Name                   | Team             | Tore |
| --- | ---------------------- | ---------------- | ---- |
| 01. | Andrij Jarmolenko      | Dynamo Kiew      | 15   |
| 02. | Facundo Ferreyra       | Schachtar Donezk | 13   |
| 03. | Gustavo Blanco Leschuk | Schachtar Donezk | 11   |
| 04. | Júnior Moraes          | Dynamo Kiew      | 10   |
| 05. | Artem Besjedin         | Dynamo Kiew      | 09   |
| 05. | Denys Harmasch         | Dynamo Kiew      | 09   |
| 07. | Dmytro Chljobas        | Worskla Poltawa  | 08   |